# Dig Your Roots
Dig Your Roots è il terzo album in studio del duo di musica country statunitense Florida Georgia Line, pubblicato nel 2016.

## Tracce
1. Smooth – 2:49
2. Dig Your Roots – 3:35
3. Life Is a Honeymoon (feat. Ziggy Marley) – 3:05
4. H.O.L.Y. – 3:14
5. Island – 2:41
6. May We All (feat. Tim McGraw) – 3:46
7. Summerland – 2:59
8. Lifer – 4:27
9. Good Girl, Bad Boy – 3:52
10. Wish You Were on It – 3:06
11. God, Your Mama, And Me (feat. Backstreet Boys) – 3:04
12. Music Is Healing – 3:33
13. While He's Still Around – 2:55
14. Grow Old – 3:52
15. Heatwave – 3:12